# Liu Hongcao
Liu Hongcao (en chino: 劉弘操, romanizado: Liú Hóng Cāo; en vietnamita: Lưu Hoằng Tháo; m. 938), fue el noveno hijo de Liu Yan, el primer emperador del reino Han meridional, uno de los reinos que formaban China en el periodo de las Cinco Dinastías y los Diez Reinos.

## Biografía
Liu Yan, primer emperador del Han meridional tuvo un total de 19 hijos, siendo Liu Hongcao el noveno de ellos. No se conoce cuál fue la madre de Hongcao.
En el quinto año de Dayou (932), Liu Hongcao fue nombrado príncipe de Wan (萬王T).
En el décimo año de Dayou (937), el gobernante de Annam, una región en el actual norte de Vietnam, Duong Dihnh Nghe, que se había rebelado en el año 931 contra el dominio Tang, fue asesinado por su general Kieu Cong Tien. Ngo Quyen, yerno del gobernante asesinado, movilizó su ejército contra Kieu Cong Tien. Al ver el peligro, Kieu solicitó ayuda al reino Han meridional. Liu Yan decidió ayudar a Kieu tras anexionarse el Dominio Militar de Jinghai (forma Tang de referirse a Annam). Tras la anexión, se le concedió a Liu Hongcao el título de Príncipe de Jiao (交王T; Giao vương, 'Príncipe de Giao Chi') y le ordenó marchar a Vietnam al frente del ejército Jin. El propio Liu Yan comandó un segundo ejército que partió tras el primero dirigido por Hongcao.
En el undécimo año (938), el antiguo general del jiedu Duong Dihnh Nghe, Wu Quan, levantó tropas locales de Ai Chau (actual provincia vietnamita de Thanh Hoa) para atacar a Kieu Cong Tien en la región de Jiaozhou y reforzar las fuerzas de Ngo Quyen. 
Liu Hongcao condujo buques de guerra desde el río Baiteng (Bach Dang para los vietnamitas) hasta Jiaozhou. En ese momento, Wu Quan mató a Kieu Cong Tien, ocupó Jiaozhou y llevó a sus tropas a enfrentar la batalla ante el príncipe chino junto a Ngo Quyen.
Una vez comenzada la batalla del río Bach Dang, Liu Hoingaco pereció en la misma. Con la noticia de la muerte de su hijo, Liu Yan lloró amargamente su pérdida y ordenó a su propio ejército replegarse.